# José Naya
José Naya, född 25 juli 1896, död 29 januari 1977, var en uruguayansk fotbollsspelare.
Naya blev olympisk guldmedaljör i fotboll vid sommarspelen 1924 i Paris.